# Anthony McGill
Anthony McGill, né le 5 février 1991 à Glasgow, est un joueur professionnel écossais de snooker.
Professionnel depuis 2010, McGill compte à son palmarès deux victoires dans des tournois comptant pour le classement mondial ; à l'Open d'Inde en 2016 et au Snooker Shoot-Out l'année suivante. Au championnat du monde de snooker 2022, il rejoint la demi-finale où il s'incline dans la dernière manche contre Kyren Wilson. Il a aussi perdu deux fois en quarts de finale de ce tournoi, dont une lors de sa première participation. Son meilleur classement est 12e en mars 2022. 
Joueur sympathique et combatif, il est surnommé « The Smiling Assassin », « Licensed to Thrill » et « The Glaswegian Gladiator ».

## Carrière

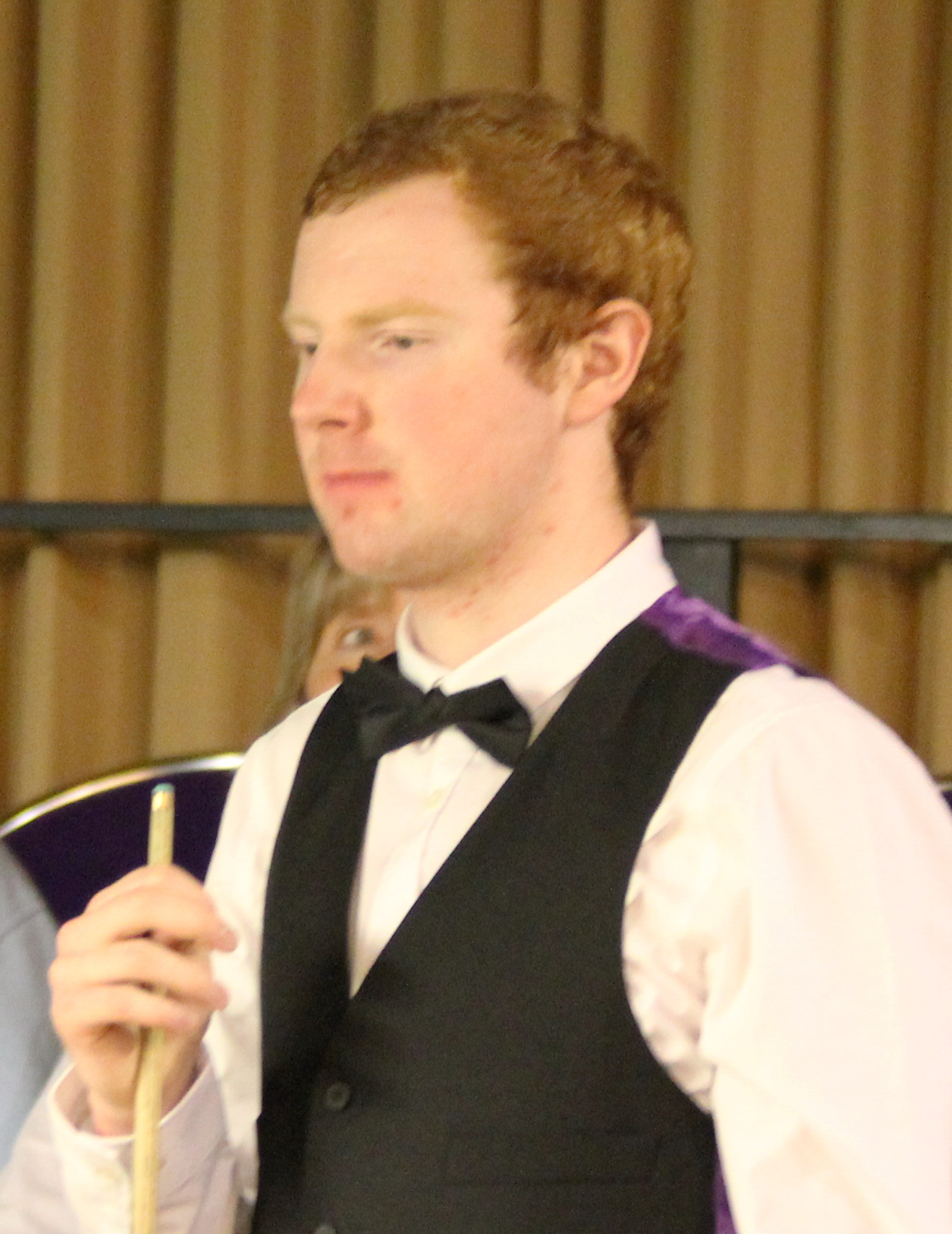
McGill en 2012.

### Débuts prometteurs (2009-2013)
Après quelques championnats nationaux et internationaux durant sa jeunesse, McGill devient professionnel sur le circuit mondial de snooker en 2010. Il se fait remarquer aux séries internationales pour amateur (PIOS) de la saison 2009-2010, où il remporte la cinquième épreuve et, à l'issue des huit épreuves, la quatrième place du classement général,.
Sur le circuit professionnel, il enregistre vite des succès d'estime. Ainsi il réussit à se hisser en quart de finale de la 2e épreuve du championnat du circuit des joueurs 2010-2011 en janvier 2010, à Sheffield. À l'Open mondial en 2010, il atteint les 32es de finale et échoue face à son au compatriote Alan McManus. Dans d'autres tournois, il gagne régulièrement des matchs qui lui permettent d'atteindre la 55e place du classement mondial. D'ailleurs, il dispute sa première finale sur le circuit professionnel en 2011, au championnat d'Écosse, mais la perd face à John Higgins. 
À l'Open d'Écosse 2012, alors  5e épreuve du championnat du circuit des joueurs 2012-2013, McGill atteint pour la première fois la finale d'un tournoi professionnel, échouant face à Ding Junhui sur le score de 2 frames à 4. Pour la première fois, au cours de la finale du championnat du circuit des joueurs 2012-2013, en mars 2013, il se retrouve en huitièmes de finale d'un tournoi classé majeur. En octobre de la même année, à l'Open d'Inde, McGill rejoint pour la première fois de sa carrière les quarts de finale d'un tournoi majeur, éliminant au passage Barry Hawkins, Fergal O'Brien et Joe Perry. 

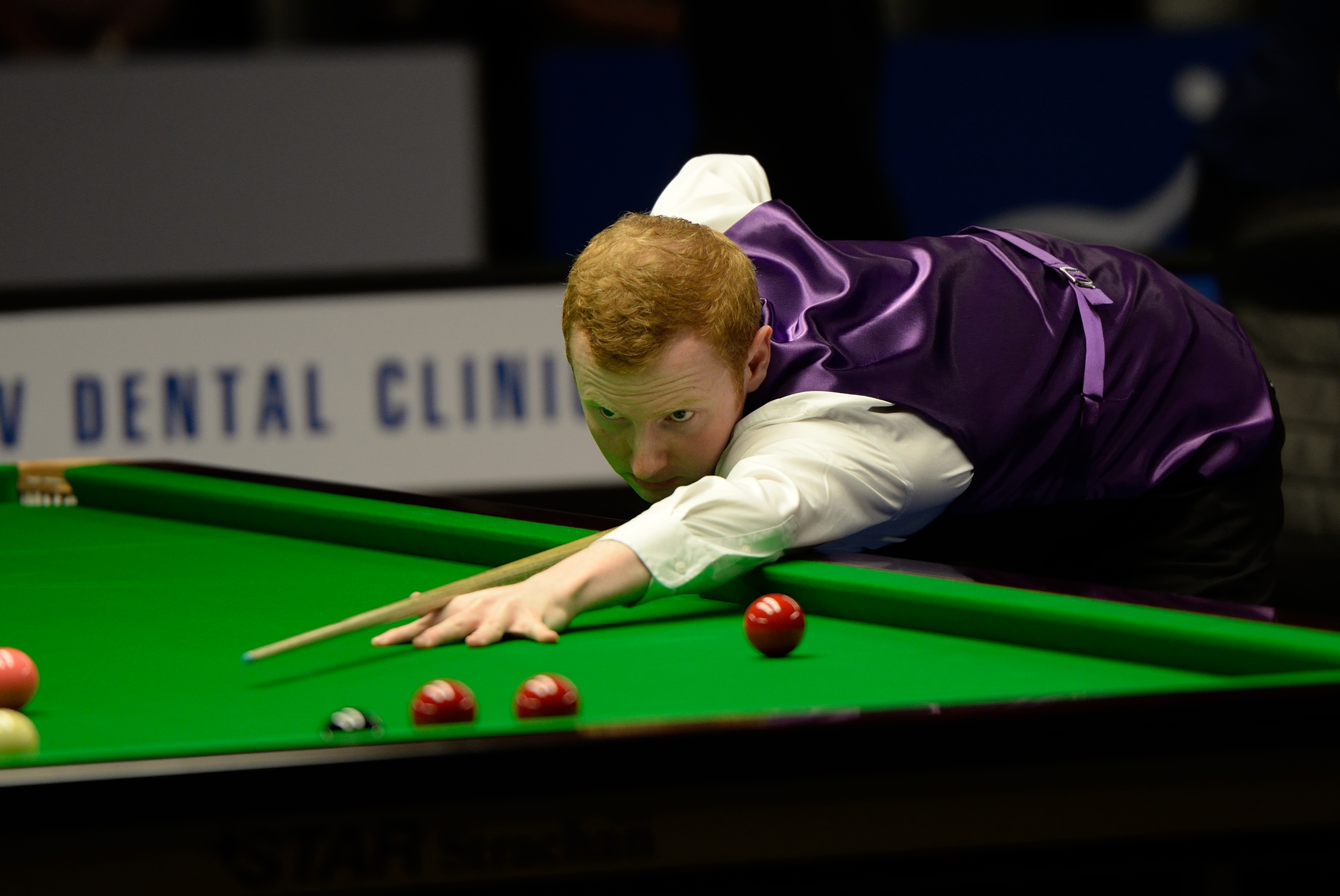
McGill au Masters d'Allemagne en 2015.

### Révélation et premiers titres classés (2014-2017)
Il réitère au championnat du Royaume-Uni l'année suivante, après une victoire notable face à l'ancien champion du monde John Higgins en huitième de finale. Il y est battu par Ronnie O'Sullivan, après une rencontre disputée (6-4). Au championnat du monde en 2015, après avoir battu Stephen Maguire et le tenant du titre Mark Selby, il échoue en quart de finale face au futur finaliste Shaun Murphy avec le score de 8 manches à 13. Ces résultats convaincants lui permettent de terminer la saison 2014-2015 à la 24e place du classement mondial. Néanmoins, il se fait plus discret lors de la saison suivante. 
Sa première victoire sur le circuit intervient durant la saison 2016-2017 à l'Open d'Inde 2016 : après des victoires face à 5 joueurs, dont deux joueurs de premier plan (Stuart Bingham et Shaun Murphy), il domine en finale Kyren Wilson sur le score de 5 manches à 2. Durant la même saison, il remporte également le Snooker Shoot-Out 2017, son deuxième tournoi mondial classé, battant en finale le joueur chinois Xiao Guodong. Pendant cette saison, McGill atteint également trois autres quarts de finale dans des tournois comptant pour le classement (Masters d'Europe, Masters de Riga et Open mondial).  
Lors de la saison qui suit, l'Écossais se montre régulier, disputant une demi-finale et cinq quarts de finale, ce qui lui permet d'intégrer le top 16 mondial pour la première fois. De plus, il se propulse en finale de l'Open d'Inde pour la deuxième année consécutive. Toutefois, il y est défait par Higgins. 

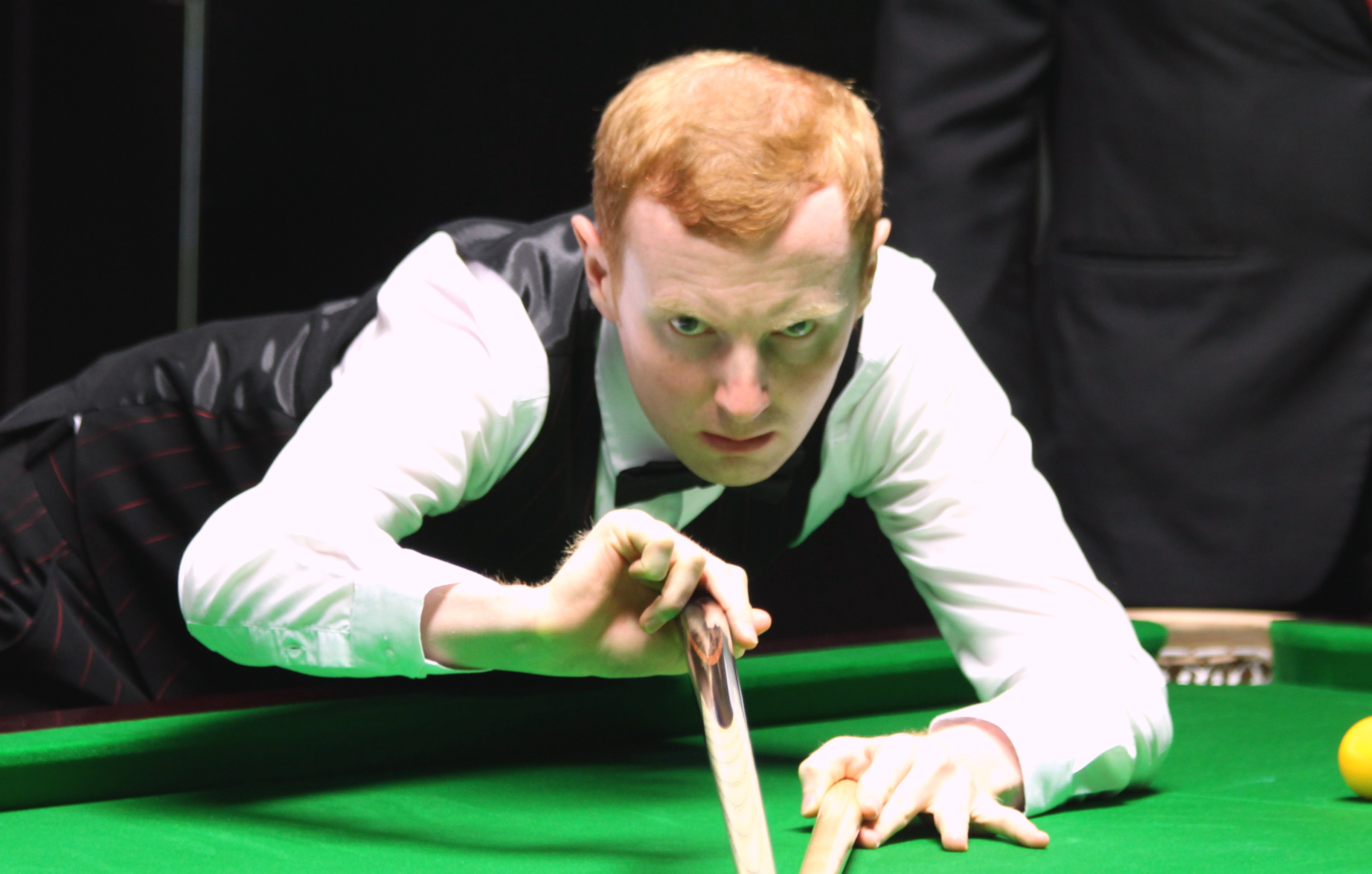
McGill utilisant le reposoir (2016)

### Difficultés et regain de forme (depuis 2018)
Après deux saisons sans résultats notoires, qui lui ont coûté sa place parmi les seize meilleurs joueurs du monde, McGill fait à nouveau parler de lui à l'occasion du championnat du monde, en août 2020 ; après avoir franchi les qualifications, il rallie pour la première fois de sa carrière les demi-finales du tournoi. Pour y parvenir, il se défait difficilement de Jack Lisowski et de Jamie Clarke, puis élimine Kurt Maflin en quart. En demi-finale, il semble au-dessus de Kyren Wilson pendant la majeure partie du match, mais l'Anglais réussit tout de même à l'embarquer dans une partie décisive. Cette partie, longue de 62 minutes, est finalement remportée par Wilson, qui empoche la bille de la victoire sur un fluke (empochage involontaire). 
Malgré cette déception, McGill semble retrouver de la constance puisqu'il est à nouveau présent au stade des quarts de finale lors de l'édition suivante du championnat. Il y bat notamment le tenant du titre, Ronnie O'Sullivan, au second tour, au terme d'une manche décisive, avant de subir à son tour une défaite en manche décisive face à Stuart Bingham,. 
McGill commence ainsi la saison 2021-2022 dans le top 16 mondial et s'y maintient grâce à des résultats constants tout au long de la saison, et notamment une demi-finale à l'Open d'Écosse. 

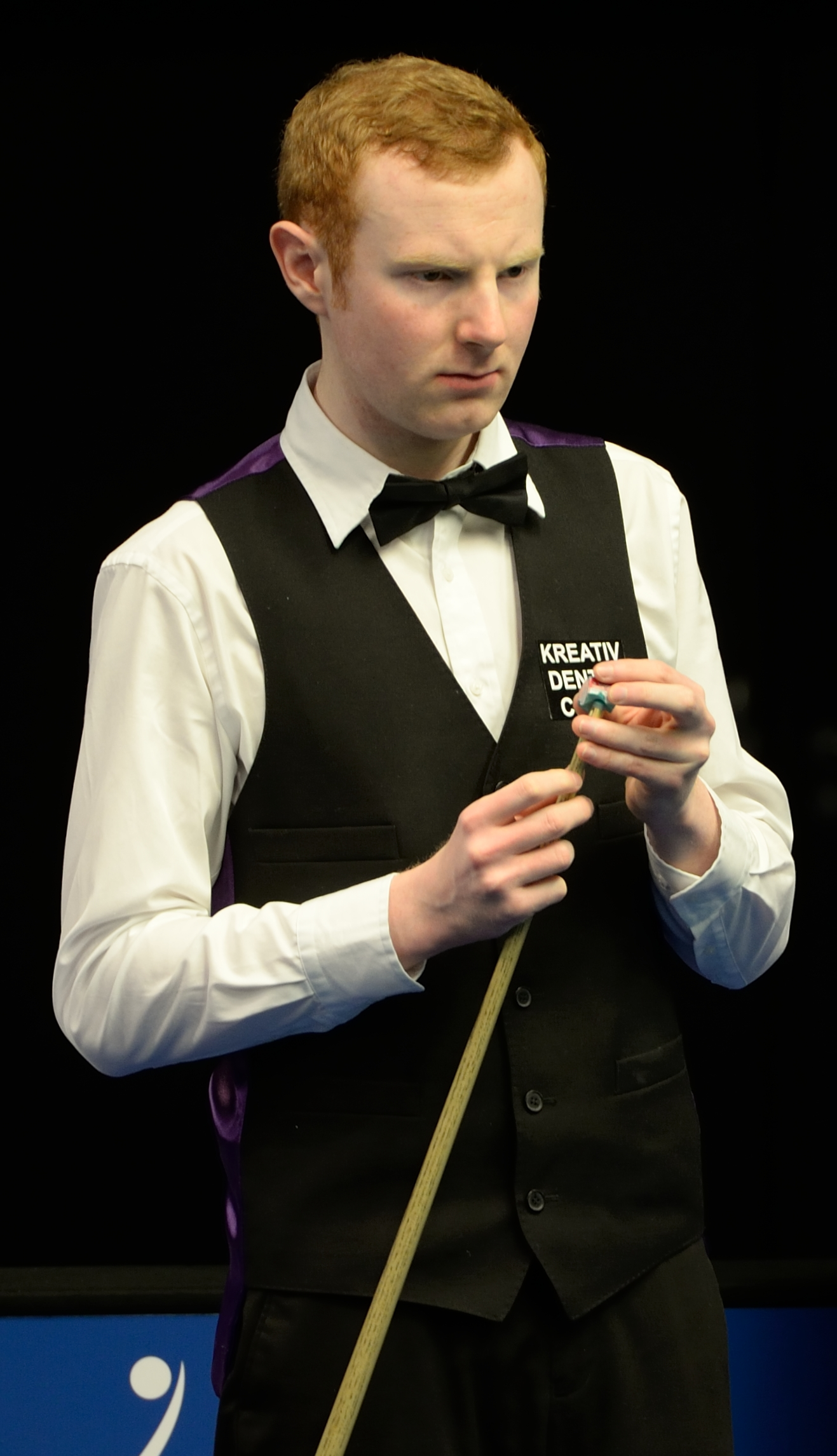
Anthony McGill en 2015

## Palmarès
| Légende | Catégorie                      | Titres                         | Finales                        |
|         | Tournois classés               | 2                              | 1                              |
|         | Tournois classés mineurs       | 0                              | 1                              |
|         | Tournois non classés           | 0                              | 1                              |
|         | Tournois pro-am                | 2                              | 0                              |
|         | Tournois amateurs              | 1                              | 3                              |
| Gras    | Tournois de la triple couronne | Tournois de la triple couronne | Tournois de la triple couronne |

### Titres
| Saison    | Nom du tournoi                             | Lieu      | Finaliste      | Score | Tableau |
| 2015      | Tournoi sur invitation du PMK              | Glasgow   | Michael Leslie | 4-3   |         |
| 2009-2010 | Séries internationales Pontins (épreuve 5) | Prestatyn | Farakh Ajaib   | 6-0   |         |
| 2016      | Tournoi sur invitation du PMK (2)          | Glasgow   | Graeme Dott    | 4-2   |         |
| 2016-2017 | Open d'Inde                                | Hyderabad | Kyren Wilson   | 5-2   | Tableau |
| 2016-2017 | Snooker Shoot-Out                          | Watford   | Xiao Guodong   | 1-0   | Tableau |

### Finales
| Saison    | Nom du tournoi                                       | Lieu           | Finaliste         | Score | Tableau |
| 2006      | Tournoi junior de Pot Black                          | inconnu        | Stuart Carrington | 0-1   |         |
| 2008      | Championnat d'Europe amateur des moins de 19 ans     | Glasgow        | Stephen Craigie   | 2-6   |         |
| 2010      | Championnat d'Europe amateur des moins de 19 ans (2) | Qawra          | Jak Jones         | 4-6   |         |
| 2010-2011 | Championnat d'Écosse                                 | Clydebank      | John Higgins      | 1-6   |         |
| 2012-2013 | Open d'Écosse                                        | Ravenscraig    | Ding Junhui       | 2-4   | Tableau |
| 2017-2018 | Open d'Inde                                          | Vishakhapatnam | John Higgins      | 1-5   | Tableau |